# Гальб'яте
Гальб'яте, Ґальб'яте (італ. Galbiate) — муніципалітет в Італії, у регіоні Ломбардія, провінція Лекко.
Гальб'яте розташований на відстані близько 500 км на північний захід від Рима, 45 км на північ від Мілана, 6 км на південь від Лекко.
Населення — 8581 особа (2014).

## Демографія
Населення за роками:

Станом на 1 січня 2023 року в муніципалітеті офіційно проживало 398 іноземців з 54 країн, серед них 65 громадян країн Євросоюзу та 14 громадян України.

## Сусідні муніципалітети
- Анноне-ді-Бріанца
- Чивате
- Колле-Бріанца
- Елло
- Гарлате
- Лекко
- Мальграте
- Оджоно
- Ольджинате
- Пескате
- Вальгрегентіно
- Вальмадрера

## Видатні городяни
В місті проживає Адріано Челентано, відомий італійський актор і співак.